# Нападение Ангела (Евангелион, первый эпизод)
«Нападение Ангела», также известный под названием «Вторжение посланника» (яп. 使徒、襲来; дословно — «Апостол атакует») — первый эпизод аниме-сериала «Евангелион» от студии Gainax. Режиссёр эпизода — Кадзуя Цурумаки, сценарист — Хидэаки Анно. Производство эпизода началось в сентября 1994 года и закончилось только в сентября 1995. Эпизод был впервые показан на TV Tokyo 4 октября 1995 года, набрав 6,8 % аудитории. На основе эпизода были выпущены футболки.
В «Нападении Ангела» руководитель Nerv Гэндо Икари вызывает своего сына Синдзи в город Токио-3. По прибытии город атакует ангел Сакиил, однако Мисато Кацураги забирает Синдзи и они вместе направляются в Геофронт, где Синдзи предлагают пилотировать биомеханического робота Евангелион-01, чтобы сразиться с ангелом, и в конечном итоге он соглашается.

## Сюжет

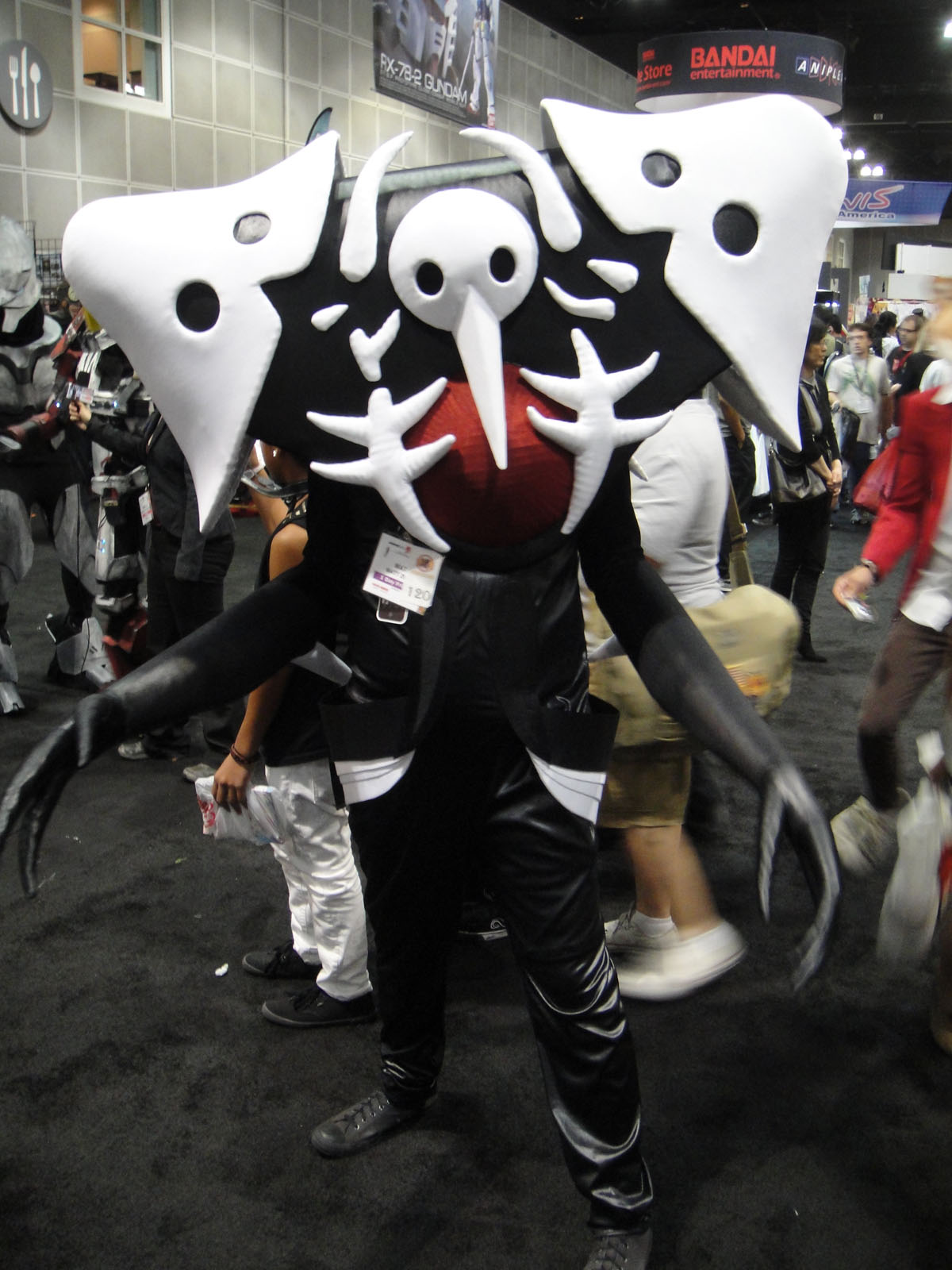
Косплей Сакиила на Anime Expo 2011

Действия эпизода происходят в 2015 году. Руководитель Nerv Гэндо Икари вызывает своего сына Синдзи в город Токио-3. Параллельно в этот момент времени ангел Сакиил под водой приближается к городу, где на берегу его ожидает танковый батальон Сил самообороны Японии. Прибыв в город, Синдзи ждёт оперативную командующею Nerv Мисато Кацураги, которая должна забрать его. Однако ВВС Сил самообороны Японии атакует Сакиила ракетами. Синдзи, чуть не погибнув в последующей битве, был спасён Мисато, приехавшей на машине.
Силы самообороны Японии, признав свою неэффективность, передают ответственность по уничтожению ангела Гэндо Икари. В это время Синдзи и Мисато на автомобильном поезде-челноке спускаются под землю в Геофронт. Синдзи отводят в ангар, в котором стоит биомеханический робот Евангелион-01. Гэндо Икари, встречая Синдзи, говорит, что тот должен пилотировать робота для того, чтобы сразиться с ангелом. Однако Синдзи противостоит своему отцу, считая, что не справится с этой задачей. После этого Гэндо приказывает привести другого пилота — Рей Аянами, которая была серьёзно ранена. Увидев Рей, Синдзи соглашается пилотировать робота и, сев в него, отправляется из Геофронта на поверхность.

## Производство
Gainax планировала создание «Евангелиона» в июле 1993 года. Первая очная встреча по поводу проекта состоялась 20 сентября того же года, однако работа над первыми двумя эпизодами началась только спустя год — в сентябре 1994. По словам Хидэаки Анно, сценарий «Нападения Ангела» был написан за 6 месяцев. Режиссёром эпизода был Кадзуя Цурумаки, главным художником-мультипликатором — Сюндзи Судзуки. Раскадровкой занимались Анно и Масаюки Ямагути.
Изначально эпизод должен был начаться с того, как Синдзи едет в Токио-3 на поезде, который останавливается из-за объявления чрезвычайной ситуации в городе. Затем Синдзи наблюдает сражение пилотируемого Рей Аянами Евангелиона-00 и ангела Разиэля, которое заканчивается тем, что ангел скрывается в озере, а повреждённый Евангелион-00 возвращается на базу Nerv. После этого должна была произойти битва между пилотируемым Синдзи Евангелионом-01 и Разиэлем.
В июле 1995 года,до премьеры сериала, на втором фестивале Gainax показали первые два эпизода ещё незавершёнными.

## Показ и критика
Впервые «Нападение Ангела» было показано 4 октября 1995 года на TV Tokyo, трансляцию смотрело 6,8 % аудитории. После своего выпуска эпизод получил признание от критиков и публики. В 1996 году он занял 17-е место в гран-при Animage, набрав 184 голоса. Сцена в эпизоде, где Синдзи встречает Рей Аянами, заняла 16-е место в опросе TV Asahi о лучших аниме-сценах.
Критики Ник Кример и Юитиро Огуро, пишущие для журналов Anime News Network и Newtype соответственно, хорошо оценили режиссуру и монтаж «Нападения Ангела». По словам итальянского критика и писателя Андреа Фонтана, начиная с первого, каждая деталь последующих эпизодов наполнена смыслом. Кристи Андерсон, пишущий для Supanova Expo, назвал решение Синдзи пилотировать «Евангелион-01» самоотверженным поступком. По словам редактора Filmdaze.net Джошуа Соренсена, фраза Синдзи «Не убегать» делает сериал уникальным, так как она означает то, что невозможно постоянно избегать своих проблем.
Редактор Film School Rejects Макс Ковилл поставил «Нападение Ангела» на третье место среди лучших эпизодов «Евангелиона», похвалив его за визуальные эффекты и введение в сериал. Также он поставил кадр из эпизода с изображением читающего книгу на фоне руки Евангелиона-01 Синдзи на 18 место среди лучших кадров сериала. Редактор Comic Book Resources Александр Стайкович поместил фразу Синдзи «Не убегать» на 11 место среди лучших цитат сериала.
Обозреватель из Animé Café Акио Нагатоми назвал анимацию «Нападения Ангела» средней, дизайн механизмов и существ — интересным, однако раскритиковал предпосылку истории Синдзи и сказал, что эпизод недостаточно оригинальный. В декабрьском выпуске Newtype 1995 года эпизод был похвален за обильное количество информации. Редактор Syfy Universal Дэниел Докери назвал Сакиила устрашающим.

## Продукция
Американская компания ADV Films 27 мая 1997 года выпустила LaserDisc-сборник «Neon Genesis Deluxe Collection 1», в который был включено «Нападение Ангела». Эпизод был включён в DVD-сборники «Second Impact Box» Gainax и «Евангелион. Том 1 серии 1―6» российской компании MC Entertainment, выпущенные 15 ноября 2000 и 21 апреля 2005 года соответственно. «Нападение Ангела» вошло в Blu-ray-сборник «Neon Genesis Evangelion Blu-ray BOX», выпущенный японской компанией King Records 26 августа 2015 года. Японская компания Movic выпустила футболки, основанные на эпизоде.

### На других языках
- Otsuka E. The Kurosagi Corpse Delivery Service: Book Five Omnibus (англ.). — Dark Horse Comics, 2022. — 648 p. — ISBN 9781506714844.
- Porori S. The Essential Evangelion Chronicle: Side B (фр.). — Glénat, 2010. — ISBN 978-2-7234-7121-3.
- Takeda Y.[англ.]. The Notenki memoirs: studio Gainax and the men who created Evangelion (англ.). — ADV Manga, 2002. — 200 p. — ISBN 9781413902341.

### На японском языке
- Evangelion Chronicle (яп.). — DeAgostini, 2010. — Vol. 10.
- Evangelion Chronicle (яп.). — DeAgostini, 2010. — Vol. 17.
- Gainax. Neon Genesis Evangelion Newtype 100% Collection = 新世紀エヴァンゲリオン NEWTYPE 100％ COLLECTION (яп.). — Kadokawa Shoten, 1997. — ISBN 4-04-852700-2.
- Newtype (яп.). Kadokawa Shoten. Декабрь 1995. {{cite magazine}}: Cite magazine требует |magazine= (справка)
- Newtype Complete 新世紀エヴァンゲリオン (яп.). — Kadokawa Shoten, 2005.
- 残酷な天使のように : 新世紀エヴァンゲリオン (яп.). — マガジン・マガジン, 1997. — 233 p. — ISBN 978-4906011254.